# 슬루츠크

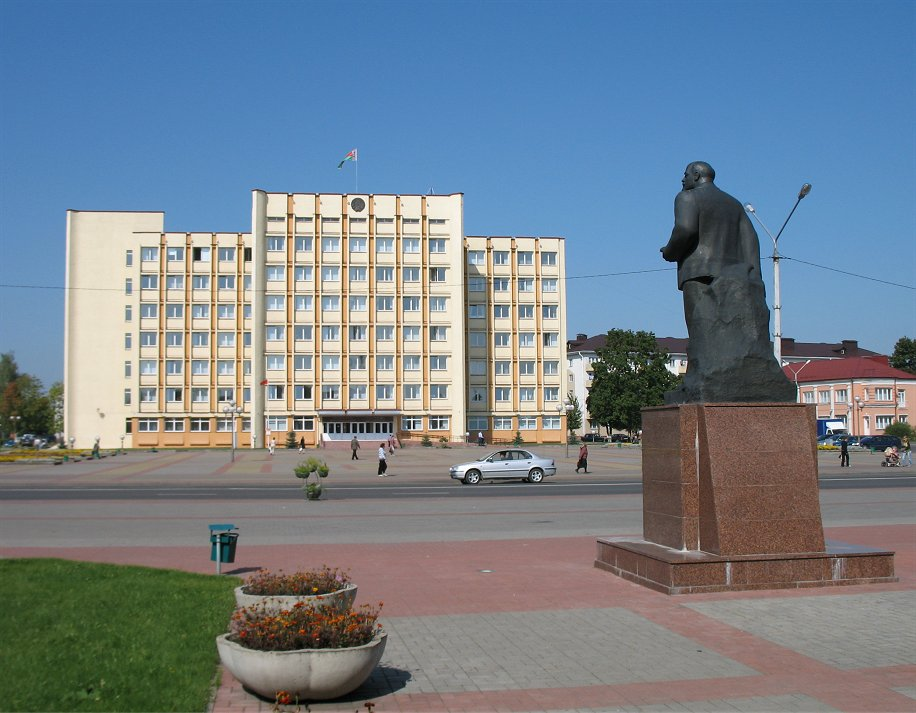
슬루츠크 시청

슬루츠크(벨라루스어: Слуцк, 러시아어: Слуцк, 폴란드어: Słuck)는 벨라루스 민스크 주에 위치한 도시로 민스크(벨라루스의 수도이며 민스크 주의 주도이기도 함)에서 남쪽으로 105km 정도 떨어진 곳에 위치하며 인구는 61,400명(2010년 기준)이다.

시기
시 문장